# Архиепархия Эдессы Осроенской

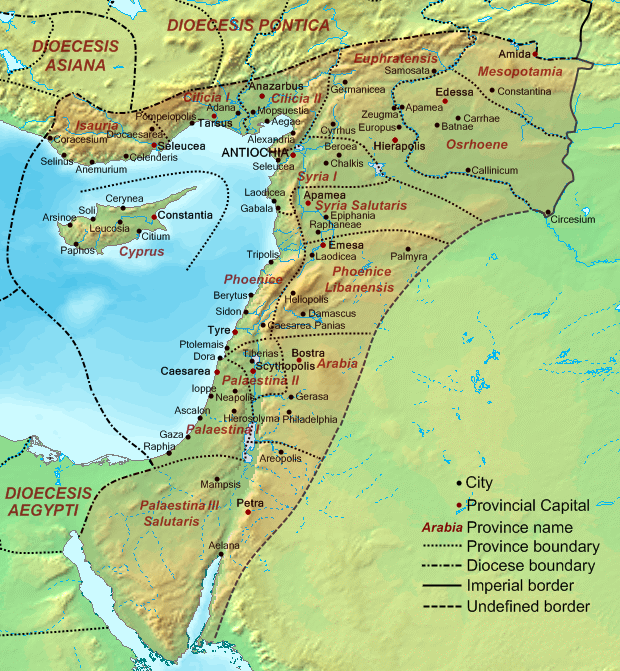
Карта Восточного диоцеза, Римская империя, V век

Архиепархия Эдессы Осроенской (лат. Archidioecesis Edessana in Osrhoëne) — античная христианская архиепархия, сегодня титулярная архиепархия Римско-Католической церкви.

## История
Античный город Эдесса находился в Восточном диоцезе на территории бывшего государства Осроена, ставшего одноимённой римской провинцией. Сегодня город Эдесса идентифицируется с раскопками, находящимися возле города Шанлыурфа, Турции. Эдесса была местом одноимённой античной архиепархии Антиохийского патриархата. После нашествия мусульман архиепархия Эдессы прекратила своё существование. Во время крестовых походов была восстановлена архиепархия Эдессы Осроенской латинского обряда, которая просуществовала около сорока лет. Последний епископ латинской архиепархии Эдессы Осроенской Уго был взят в плен мусульманами и обезглавлен около 1142—1145 гг.
C XII века архиепархия Эдессы Осроенской является титулярной епархией Римско-Католической церкви. С 1979 года архиепархия вакантна.

## Греческие архиепископы
| - Фаддей (Аддай I, Аддаа) - Марис (или Агис или Аггай) - Палут - Гистасп (упом. в 179) - Варсимей (Барсамья) (ум. 105) - Конон (294) - Саадес (313—324) - Этолий (324—341) - Авраам I (? — 361) - Варсис (Барса, Варса, Варс) (361/362—сент. 373) - Луп (сент. 373—379), арианин - Евлогий (379 — 23.04.387) - Кир I (? — 22.07.395) - Сильван (396 — 17.10.398) - Пакида (Бабилас) (23.11.398 — 1 октября 409) - Диоген (409—411) - Раббула (Раввула, Равула) (411/412 — авг. 435) | - Ива (Донат) (435 — авг. 449) - Нонн (449—451) - Ива (окт. 451 — 28 окт. 457), вторично - Нонний (457—471), вторично - Кир II (471—497) - Пётр (12.09.497 — 10.04.510) - Павел (? — 518) - Асклепий (23.10.522 — 27.06.524) - Павел (8.03.525 — 30.12.526), вторично - Андрей (527 — 6.12.533) - Амазоний (28.08.534 — 553) - Феодор (570—600) - Иаков (упоминается в 620 году) |  |

## Латинские архиепископы
- Бенедикт (1100—1104)
- Уго (? — 1142/1145)

## Латинские титулярные архиепископы
- Guglielmo (o Goffredo) (1266 — ?)
- Джованни (1282 — ?)
- Мартин
- Джованни Давиде (30.05.1343 — ?)
- Ливио Лилио (18.08.1625 — 22.06.1643)
- Джиачинто ди Субиано O.P.[1](14.11.1644 — 13.07.1648) — назначен архиепископом Смирны
- Иоганн Эберхард Нидхард S.J.[1] (16.11.1671 — 8.08.1672) — назначен кардиналом
- Карло Франческо Айрольди (26.06.1673 — 15.04.1683)
- Томас Видони (27.09.1690 — 29.10.1708)
- Джироламо Гримальди (5.10.1712 — 2.10.1730)
- Джованни Баттиста Барни (22.01.1731 — 9.09.1743) — назначен кардиналом
- Антониус Милон (5.04.1745 0 4.06.1762)
- Мануэль Феррер-и-Фигуередо (27.03.1765 — 23.06.1777) — назначен архиепископом Саморы
- Грегорио Банди (17.12.1787 — 10.04.1802)
- Франческо Бертаццоли (24 мая 1802 — 10 марта 1823) — назначен кардиналом
- Джачинто Плачидо Дзурла O.S.B.[1] (13 января 1824 — 29 октября 1834)
- Иньяцио Джованни Кадолини (12.02.1838 — 30.01.1843) — назначен архиепископом Феррары
- Винченцо Массони (19.12.1856 — 3.06.1857)
- Густав Адольф фон Гогенлоэ-Шиллингсфюрст (22.11.1857 — 22.06.1866) — назначен кардиналом
- Джузеппе Кардони (22.02.1867 — 8.04.1873)
- Томмасо Микеле Зальцано O.P.[1] (22.12.1873 — 12.09.1890)
- Филиппо Кастракане дельи Антельминелли (25.09.1891 — 21.08.1899)
- Дженнаро Гранито Пиньятелли ди Бельмонте (10.11.1899 — 30.11.1911)
- Томмазо Пио Боджани O.P. (10.10.1912 — 4.12.1916) — назначен кардиналом
- Джованни Баттиста Маренко S.D.B.[1] (7.01.1917 — 22.10.1921)
- Марио Джардини (21.11.1921 — 16.05.1931) — назначен архиепископом Анконы и Нуманы
- епископ Луиджи Чентос (28.01.1932 — 28.10.1969)
- вакансия

## Источник
- Pius Bonifacius Gams, Series episcoporum Ecclesiae Catholicae Архивная копия от 26 июня 2015 на Wayback Machine, Leipzig 1931, стр. 437  (лат.)
- Michel Lequien, Oriens christianus in quatuor Patriarchatus digestus Архивная копия от 7 августа 2017 на Wayback Machine, Parigi 1740, Tomo II, coll. 953—968  (лат.)
- Konrad Eubel, Hierarchia Catholica Medii Aevi, vol. 1 Архивная копия от 9 июля 2019 на Wayback Machine, стр. 235; vol. 4 Архивная копия от 4 октября 2018 на Wayback Machine, стр. 180; vol. 5, стр. 191; vol. 6, стр. 205  (лат.)
- Gaetano Moroni, Dizionario di erudizione storico-ecclesiastica, vol. 21, стр. 56-58  (лат.)